# Koźlice (powiat polkowicki)
Koźlice (niem. Kosel) – wieś w Polsce położona w województwie dolnośląskim, w powiecie polkowickim, w gminie Gaworzyce.

## Podział administracyjny
W latach 1975–1998 miejscowość należała administracyjnie do województwa legnickiego.

## Zespół folklorystyczny
Z tej miejscowości pochodzi folklorystyczny zespół górali czadeckich Dawidenka.

## Straż pożarna
Obecnie w Koźlicach działa Ochotnicza Straż Pożarna, która w 2014 roku obchodziła 25-lecie powstania. Założycielami są dh Jerzy Włoskowicz i dh Józef Gaik.